# 黄耆建中湯
黄耆建中湯（オウギケンチュウトウ）は漢方薬のひとつ。『金匱要略』の「血痺虚労病篇」に収載されている薬方。

## 構成生薬
- 黄耆（オウギ）
- 桂皮（ケイヒ）
- 芍薬（シャクヤク）
- 生姜（ショウキョウ）
- 大棗（タイソウ）
- 甘草（カンゾウ）
- 膠飴（コウイ）

## 効能・適応症
- 調和営衛・緩急止痛・益気実衛
- 虚弱体質、病後の衰弱、ねあせなどに用いるほか、アレルギー性鼻炎・慢性中耳炎・皮膚潰瘍などにも用いられる。

## 類方
- 小建中湯 - 小建中湯に黄耆を加えると黄耆建中湯になる。
- 帰耆建中湯 - 黄耆建中湯に当帰を加えると帰耆建中湯になる。